# أمريكيون آسيويون
أمريكيون آسيويون وهُم الأمريكيون التي تنحدر أصولهم من قارة آسيا وبالتحديد منطقة شرق آسيا وجنوب شرق آسيا ويتضمن الصينيين والفلبينيين والهنود والفيتناميين والكوريين واليابانيين وتبلغ نسبتهم حوالي 4.8% من سكان الولايات المتحدة ويصل عددهم إلى 18,205,898 نسمة ويتكلمون الإنجليزية ويعتنق حوالي 42% منهم المسيحية ويوجد منهم أيضاً لا دينيين وبوذيين وهندوس ومسلمين.

## اصطلاحًا
على غرار المصطلحات العرقية والإثنية الأخرى، تغير الاستخدام الرسمي والشائع لهذا المصطلح تغيرًا ملحوظًا خلال فترة قصيرة. قبل أواخر ستينيات القرن العشرين، جرت العادة أن يُشار إلى السكان ذوي الأصول الآسيوية بألقاب عدة كالأصفر أو الشرقي أو الآسيوي أو المنغولي. علاوة على ذلك، شمل التعريف الأمريكي للآسيويين في الأصل مجموعات عرقية من غرب آسيا، ولا سيما الأمريكيون الأتراك والأرمن والأمريكيون الآشوريون والأمريكيون الإيرانيون والأمريكيون الأكراد وبعض الأمريكيين العرب، على الرغم من اعتبار هذه المجموعات في العصر الحديث من أمريكا الشرق أوسطية. صاغ المؤرخ يوجي إيشيوكا مصطلح أمريكا الآسيوية في عام 1968 حيث جرى تأسيس التحالف السياسي الأمريكي الآسيوي، ويُعزى الفضل إليه كذلك في تعميم هذا المصطلح، والذي كان الغرض منه أن يوَظّف في تأسيس «مجموعة سياسية جديدة مشتركة الأعراق في أمريكا الآسيوية وذاتية التعريف». قبل تصنيف العديد من الأمريكيين المنحدرين من أصل جنوب آسيوي ضمن الفئة الآسيوية في ثمانينيات القرن العشرين، صنّف العديد من الآسيويين أنفسهم على أنهم قوقازيون أو غير ذلك. أسفرت أنماط الهجرة المتغيرة واستبعاد المهاجرين الآسيويين لفترة طويلة عن حدوث تغيرات ديمغرافية أثرت بدورها على الفهم الأساسي والمشترك لما يُعرف بالأمريكيين الآسيويين. على سبيل الذكر، منذ إلغاء العمل بنظام كوتا «الأصول الوطنية» التقييدية في عام 1965، زاد تنوع السكان الآسيويين الأمريكيين بشكل ملحوظ ليشمل المزيد من الشعوب ذات الأصول المنحدرة من مختلف أنحاء آسيا.
في الوقت الحالي، يُعتبر مصطلح «الأمريكيين الآسيويين» الأكثر قبولًا في معظم الجهات الرسمية، كالتعاملات الحكومية والبحوث الأكاديمية، على الرغم من اختصاره في كثير من الأحيان ليقتصر على «الآسيويين» فقط. يُعتبر تعريف مكتب التعداد الأمريكي أكثر التعاريف استخدامًا لوصف الأمريكيين الآسيويين، والذي يشمل جميع الأشخاص المنحدرين من الشرق الأقصى (شرق آسيا وجنوب شرقها) وشبه القارة الهندية. يُعزى ذلك أساسًا إلى أن تعاريف التعداد تحدد العديد من التصنيفات الحكومية، ولا سيما فيما يتعلق ببرامج تكافؤ الفرص ومعاييرها.
وفقًا لقاموس أوكسفورد الإنجليزي، غالبًا ما يُعتقد أن «الآسيوي» في الولايات المتحدة بأنه شخص من أصل شرق آسيوي وجنوب شرق آسيوي. في الاستخدام العامي، عادة ما يُستخدم مصطلح «الآسيوي» للإشارة إلى المنحدرين من أصول شرق آسيوية وجنوب شرق آسيوية أو إلى أي شخص آخر من أصل آسيوي يمتلك عيونًا بجفون مطوية، وهو الشائع في شرق آسيا وجنوب شرقها، فضلًا عن الجماعات الإثنية التي تعيش في شرق جنوب آسيا وشمال شرق الهند. يختلف هذا عن تعريف تعداد الولايات المتحدة وتعتبر إدارات الدراسات الأمريكية الآسيوية في العديد من الجامعات جميع أولئك المنحدرين من شرق آسيا وجنوبها وجنوب شرقها «آسيويين.»

## تعريف تعداد الولايات المتحدة
في تعداد الولايات المتحدة، يُصنف الأشخاص ذوي الأصول المنحدرة من الشرق الأقصى (شرق وجنوب شرق آسيا) وشبه القارة الهندية على أنهم جزء من العرق الآسيوي، في حين يُصنف ذوو الأصول المنحدرة من غرب آسيا (الإسرائيليين والأتراك والفرسيين والأكراد والآشوريين والعرب وما إلى ذلك)، على أنهم «بيض» أو «شرق أوسطيون»، وينطبق الأمر كذلك على القوقاز (الجورجيون والأرمن والأزيريين وما إلى ذلك). وتُصنف الجنسيات المنحدرة من آسيا الوسطى (الكازاخستانية والأوزبكية والتركمانية والطاجيكية والأفغانية وما إلى ذلك) على أنها «بيضاء». على هذا النحو، يُعتبر الأصل الآسيوي والأصل الأفريقي فئتين عنصريتين لأغراض التعداد فقط، إذ يشير التعريف إلى الأصل من أجزاء من القارتين الآسيوية والأفريقية خارج غرب آسيا وشمال أفريقيا وآسيا الوسطى. يتداخل التعريف مع تفسيرات أخرى، فعلى سبيل الذكر، أُدرجت دولة أفغانستان لفترة طويلة ضمن فئة جنوب آسيا، إلا أن أفرادها يُصنفون من الناحية العنصرية على أنهم أمريكيون من وسط آسيا.
في عام 1980 وما قبله، أدرجت أشكال التعداد أصلًا آسيويًا معينًا ضمن مجموعات منفصلة، إلى جانب البيض والسود أو الزنوج. في عام 1977، أصدر المكتب الاتحادي للإدارة والميزانية توجيهًا يلزم الوكالات الحكومية بالإبقاء على إحصاءات المجموعات العرقية، بما في ذلك إحصاءات عن «جزر آسيا والمحيط الهادئ.» بحلول تعداد عام 1990، أُدرجت «جزر آسيا أو جزر المحيط الهادئ» ضمن فئة صريحة مستقلة، على الرغم من أنه تعين على مجيبي التعداد أن يختاروا أصلًا واحدًا معينًا كفئة فرعية. ابتداء من تعداد عام 2000، استُخدمت فئتين منفصلتين: «أمريكيون آسيويون» و «سكان هاواي الأصليين وغيرها من جزر المحيط الهادئ».

## النقاشات والانتقادات
يختلف تعريف الأمريكي الآسيوي وفقًا لاستخدام كلمة الأمريكي في سياقات مختلفة. تُستخدم بعض المتغيرات لتعريف الأمريكي لأغراض مختلفة، كحالة الهجرة، والمواطنة (التي حُصل عليها بموجب حق الميلاد والتجنس)، والتكوين الثقافي، وإجادة اللغة، وقد تختلف من حيث الاستخدام الرسمي واليومي. على سبيل الذكر، إن حصر مصطلح الأمريكي ليشمل مواطني الولايات المتحدة وحدهم يتعارض مع مناقشات الأعمال التجارية الأمريكية الآسيوية، والتي تشير عمومًا إلى المالكين من المواطنين وغير المواطنين على حد سواء.
في مقابلة أجرتها الدائرة في عام 2004، ناقش فريق من الكتاب الأمريكيين الآسيويين كيفية إدراج بعض المجموعات من أصل شرق أوسطي في فئة الأمريكيين الآسيويين. لاحظ الكاتب الأمريكي الآسيوي ستيوارت إيكيدا أن تعريف الأمريكي الآسيوي يعتمد في كثير من الأحيان على من يسأل، ومن يحدد، وضمن أي سياق، والغرض منه، وأن التعاريف المحتملة للأمريكيين الآسيويين وسكان جزر المحيط الهادئ كثيرة ومعقدة ومتغيرة، ويشير بعض الباحثين في مؤتمرات الدراسات الأمريكية الآسيوية إلى أن الروس والإيرانيين والإسرائيليين جميعًا قد يلائمون الدراسات الميدانية. كتب جيف يانغ، من صحيفة وول ستريت جورنال، أن التعريف متعدد الأعراق للأمريكيين الآسيويين هو بناء أمريكي فريد من نوعه. يشعر معظم الأمريكيين الآسيويين بالتضارب إزاء مصطلح «الأمريكيين الآسيويين» واستخدامه للتعريف على أنفسهم. صرح بيونغ غاب مين، وهو عالم اجتماع وأستاذ علم الاجتماع في كلية كوينز، أنه مجرد مصطلح سياسي يستخدمه نشطاء آسيويون أمريكيون وتعززه الحكومة. علاوة على ذلك، يرى أن سكان جنوب آسيا وشرق جنوب شرق آسيا لا يمتلكون قواسم مشتركة في «الثقافة أو الخصائص البدنية أو التجارب التاريخية قبل الهجرة.»
تنازع بعض الباحثين حول دقة مصطلح الأمريكيين الآسيويين وصحته وفائدته. غالبًا ما يتعرض مصطلح «آسيوي» في أمريكا الآسيوية لانتقاد بعض شعوب آسيا، نظرًا لاعتباره فئة عرقية بدلًا من فئة إثنية غير عرقية. علاوة على ذلك، لوحظ أن سكان غرب آسيا (الذين لا يُصنفون على أنهم «آسيويون» في إطار تعداد الولايات المتحدة) يتقاسمون بعض أوجه التشابه الثقافي مع الهنود ولكنهم لا يتقاسمون سوى القليل مع سكان شرق آسيا، مع تصنيف المجموعتين الأخيرتين على أنهما آسيويتان. وجد الباحثون كذلك صعوبة في تحديد سبب اعتبار الأمريكيين الآسيويين مجموعة عنصرية بينما يُعتبر الأمريكيين من أصل إسباني ولاتيني مجموعة إثنية غير عنصرية.